# Marina García Polo
Marina García Polo (Sevilla, 5 de diciembre de 2004) es una deportista española que compite en natación sincronizada.
Participó en los Juegos Olímpicos de París 2024, obteniendo una medalla de bronce en la prueba de equipo. En los Juegos Europeos de Cracovia 2023 consiguió dos medallas de oro.
Ganó cinco medallas en el Campeonato Mundial de Natación entre los años 2023 y 2025, y cuatro medallas en el Campeonato Europeo de Natación, en los años 2024 y 2025.

## Palmarés internacional
| Juegos Olímpicos   | Juegos Olímpicos    | Juegos Olímpicos  | Juegos Olímpicos  |
| Año                | Lugar               | Medalla           | Prueba            |
| ------------------ | ------------------- | ----------------- | ----------------- |
| 2024               | París (Francia)     | Medalla de bronce | Equipo            |
| Campeonato Mundial |                     |                   |                   |
| Año                | Lugar               | Medalla           | Prueba            |
| 2023               | Fukuoka (Japón)     | Medalla de oro    | Equipo técnico    |
| 2024               | Doha (Catar)        | Medalla de plata  | Equipo técnico    |
| 2025               | Singapur (Singapur) | Medalla de bronce | Equipo técnico    |
| 2025               | Singapur (Singapur) | Medalla de bronce | Equipo libre      |
| 2025               | Singapur (Singapur) | Medalla de bronce | Rutina acrobática |
| Juegos Europeos    |                     |                   |                   |
| Año                | Lugar               | Medalla           | Prueba            |
| 2023               | Oświęcim (Polonia)  | Medalla de oro    | Equipo técnico    |
| 2023               | Oświęcim (Polonia)  | Medalla de oro    | Equipo libre      |
| Campeonato Europeo |                     |                   |                   |
| Año                | Lugar               | Medalla           | Prueba            |
| 2024               | Belgrado (Serbia)   | Medalla de oro    | Equipo técnico    |
| 2025               | Funchal (Portugal)  | Medalla de oro    | Equipo técnico    |
| 2025               | Funchal (Portugal)  | Medalla de oro    | Equipo libre      |
| 2025               | Funchal (Portugal)  | Medalla de bronce | Rutina acrobática |